# جلین
جلین شهری در بخش مرکزی شهرستان گرگان استان گلستان ایران است. بر پایه سرشماری عمومی نفوس و مسکن در سال ۱۴۰۲ جمعیت این شهر ۹،۱۷۰ نفر (در۲،۶۵۰ خانوار) بوده‌است.